# Рю-де-ла-Пе
Рю-де-ля-Пэ (фр. Rue de la Paix, «улица Мира») — улица в центре Парижа. Расположена во 2-м  округе Парижа. Начинается от Вандомской площади и заканчивается около Оперы Гарнье.
Улица была проложена в 1806 году по территории бывшего монастыря капуцинок. Первоначально носила имя Наполеона; современное название ей было дано в 1814 году, в честь мирного договора со странами антинаполеоновской коалиции.
Является одной из самых известных парижских улиц благодаря расположенным на ней ювелирным магазинам, таким как Картье, открывшийся в 1898 году. Первым, кто основал дом моды на Рю-де-ля-Пэ, был Чарльз Фредерик Уорт.

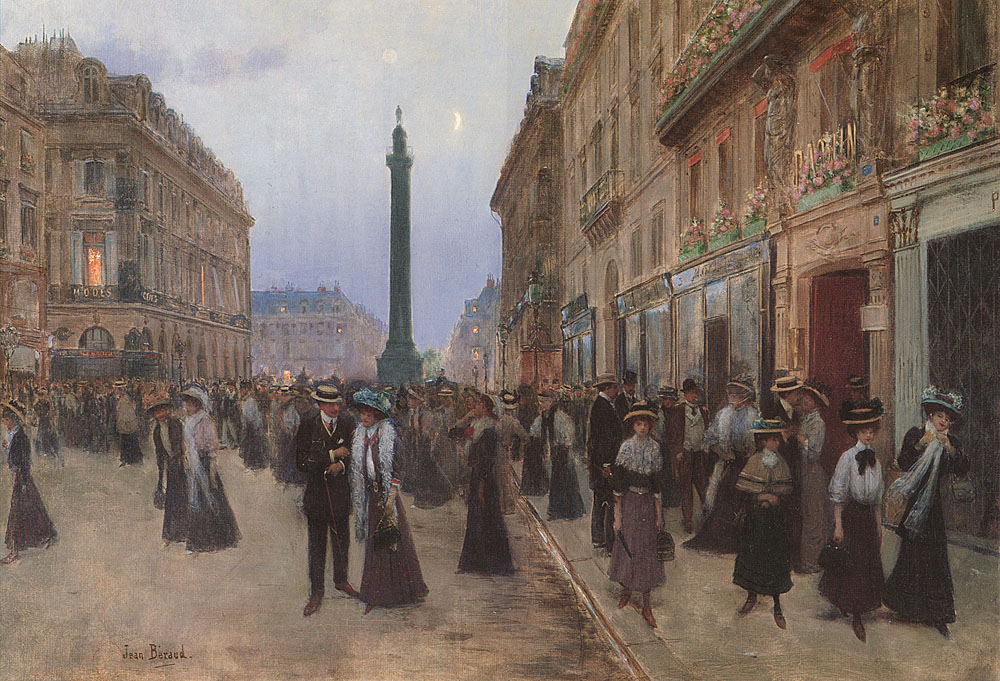
Жан Беро — La Rue de la Paix, 1907